# Брах Євген Олександрович
Брах Євгеній Олександрович (позивний «Малі») — військовослужбовець ЗСУ та Французького легіону. Став відомим завдяки відеоблогам у соціальних мережах.

## Життєпис
Народився на Полтавщині, родом із Селещини Машівського району.
В 19 років Євгеній кинув університет і вступив до лав Французького іноземного легіону, де відслужив 5 років. Бувши легіонером, брав участь у військових відрядженнях до Абу-Дабі, Малі (Африка) та Французької Гвіани (Південна Америка).
Після військової служби залишився у Франції, працював особистим охоронцем на Лазурному узбережжі.
Після повномасштабного вторгнення Євгеній кинув роботу і повернувся в Україну. Служив у добровольчому батальйоні, Силах спеціальних операцій, а також в Головному управлінні розвідки Міністерства оборони України (спецпідрозділ «Тимура»).
Нагороджений Орденом за мужність ІІІ ступеня  посмертно.
Медаллю  "Хрест свободи".

## Смерть
Білоруський військовий із позивним «Янкі» повідомив про смерть побратима 24 вересня. «Брат. Воїн. Справжній. Душа. Патріот. Найкращий серед нас. Найкращий серед найкращих. Приклад для всіх. Ти завжди залишишся в наших серцях! Знов сумую! Побачимося в іншому місці!» — написав він.
Спочатку ЗМІ повідомляли про те, що Євгеній загинув 21 вересня на Донеччині. Однак, згодом керівник спецпідрозділу ГУР Тимур повідомив, що Евгеній загинув під Енергодаром (під час спроби звільнення Запорізької АЕС).
«Якщо про водні операції кажемо - від Скельок до Енергодара - у нас там було декілька висадок. На жаль, у ході висадок під Енергодаром ми втратили трьох наших побратимів. Це Регбіст, Малі, Субота. Хлопці проявили себе як справжні герої, - зазначив Тимур. - Виконували спеціальне завдання, в ході якого уразили автомобільну техніку противника. На жаль, в полон тоді нам не вдалося нікого взяти».
Поховали Євгена на його батьківщині  - Полтавщині. У військового залишилися батьки,  сестра та новонароджений син .

## Вшанування пам'яті
У місті Полтава перейменували Сонячний парк на Сонячний парк імені Євгенія Браха.